# Lavau-sur-Loire
Lavau-sur-Loire (bretonisch: Gwal-Liger) ist eine französische Gemeinde mit 769 Einwohnern (Stand: 1. Januar 2022) im Département Loire-Atlantique in der Region Pays de la Loire. Sie gehört zum Arrondissement Saint-Nazaire und zum Kanton Blain.
Die Einwohner werden Lavausiens genannt.

## Geographie
Lavau-sur-Loire liegt etwa 32 Kilometer westnordwestlich von Nantes auf der Hügelkette Sillon de Bretagne.

### Nachbargemeinden
Umgeben ist Lavau-sur-Loire von den Nachbargemeinden Savenay im Norden, Bouée im Osten, Frossay im Süden und Südosten sowie La Chapelle-Launay im Westen.

## Bevölkerungsentwicklung
| Jahr                       | 1962 | 1968 | 1975 | 1982 | 1990 | 1999 | 2006 | 2017 |
| Einwohner                  | 522  | 461  | 442  | 555  | 637  | 615  | 733  | 767  |
| Quellen: Cassini und INSEE |      |      |      |      |      |      |      |      |

## Sehenswürdigkeiten
- Kirche Saint-Martin im 13. Jahrhundert errichtet, Umbauten aus dem 15., 16. und 19. Jahrhundert, Monument historique seit 1984

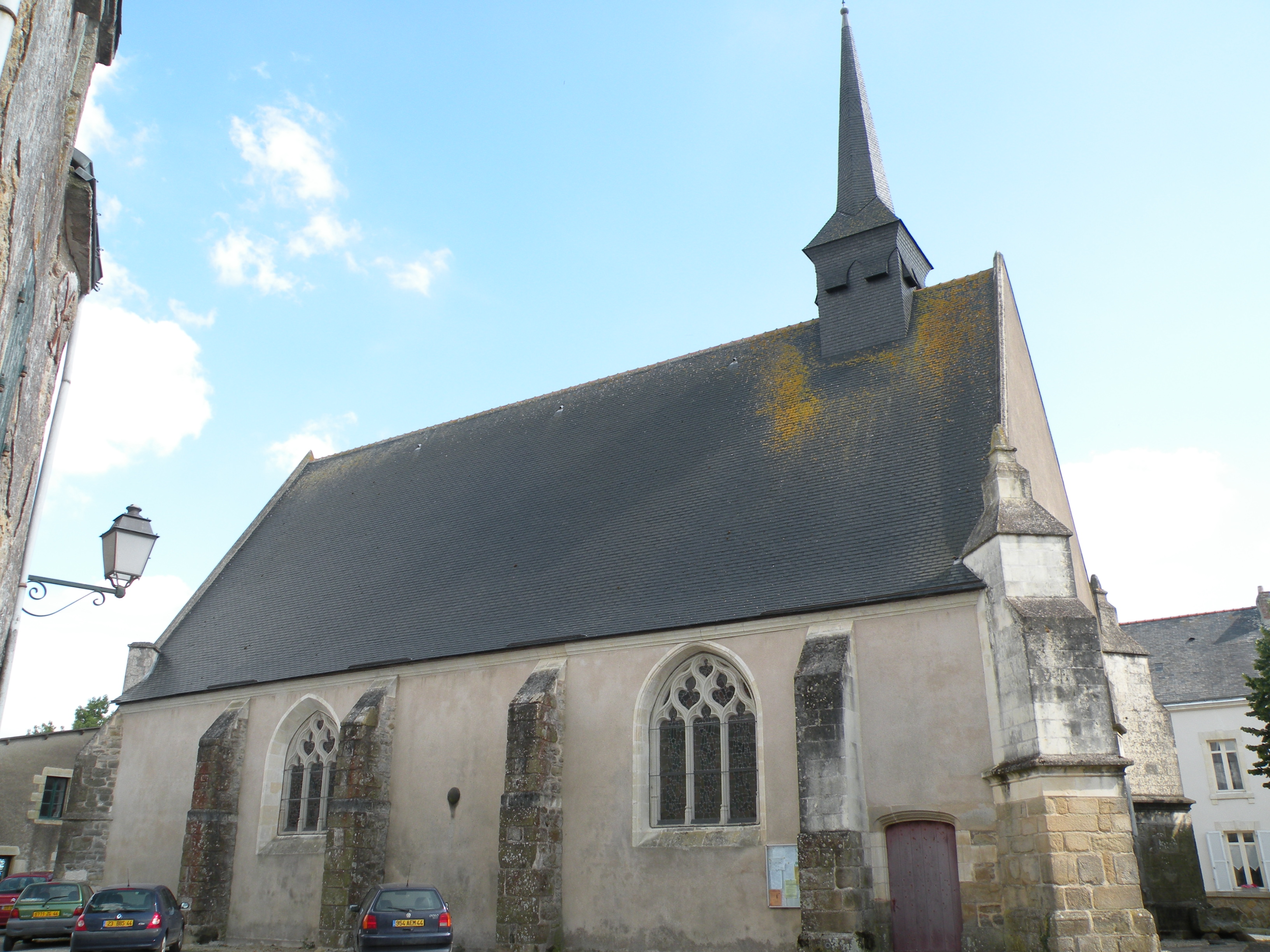
Kirche Saint-Martin

- Herrenhaus La Haye-de-Lavau